# Theropsodon
Theropsodon es un género extinto de cinodonte traversodóntido que vivió durante el Triásico Medio en lo que ahora es Tanzania. Sus fósiles se han hallado en la Formación Manda. El único resto conocido es el cráneo holotipo de la especie tipo T. njaliliris que fue nombrada por el paleontólogo alemán Friedrich von Huene en 1950.